# Magdalena de Centelles Riu-sec i Folch de Cardona
Magdalena de Centelles Riu-sec i Folch de Cardona (Oliva, 1529 - 3 de maig del 1596), cinquena comtessa d'Oliva, fou una noble del Regne de València.

## Ascendència i descendència
Filla de Francesc Gilabert de Centelles Riu-sec i Fernández de Heredia i Maria Folch de Cardona, filla de Ferran Folch de Cardona, II duc de Cardona i la seua esposa Francisca Manrique de Lara. Contragué matrimoni el 1548 amb Carles de Borja i Castro, cinquè duc de Gandia. El pare d'aquest, Francesc de Borja, ja havia concertat el matrimoni del seu hereu amb la filla del duc de Sogorb, però la possibilitat d'unió de les dues cases veïnes el feu decantar-se pel matrimoni amb Magdalena. La unió del ducat de Gandia i el comtat d'Oliva va fer dels Borja-Centelles una de les possessions més riques, sinó la que més, de tot el regne.
Del matrimoni nasqueren dos fills, Francesc Tomàs i Pere; i quatre filles, tres de les quals ingressaren al convent de Santa Clara i una fou abadessa de les descalces d'Oliva.

## Biografia
Magdalena heretarà el comtat d'Oliva després del plet amb els seus cosins, que reclamaven la successió agnatícia del comtat. La sentència definitiva donada per la Reial Audiència de València el 21 de juliol de 1594, dividí l'herència en tres parts: la baronia de Nules restava separada per sempre dels estats d'Oliva i adjudicada a Cristòfor Centelles; la vall d'Aiora, temporalment segregada del comtat, a Francesc; i el comtat d'Oliva (la part més extensa i rica, amb les baronies valencianes i els senyorius de Sardenya), mantenint el nom i títol, s'adjudicà pro indiviso a les tres germanes del difunt Pere. Finalment, Magdalena va rebre el títol i les possessions, que mantingué fins a la seua mort, encara que el 18 de desembre del 1591 havia nomenat hereu universal el seu fill Francesc Tomàs.
El seu marit va morir a Gandia el 16 de juny del 1592 i arreglats els assumptes d'herències amb els seus fills, Magdalena de Centelles deixà el palau Ducal de Gandia a disposició del nou duc, i es retirà definitivament al palau dels Centelles d'Oliva, on havia nascut i on morí al maig del 1596.